# Доња Мисоча
Доња Мисоча је насељено мјесто у Босни и Херцеговини у општини Илијаш које административно припада Федерацији Босне и Херцеговине. Према попису становништва из 1991. у насељу је живјело 581 становника.

## Становништво
| Националност       | 1991.        | 1981.        | 1971.        |
| Муслимани          | 454 (78,14%) | 383 (75,24%) | 328 (62,71%) |
| Срби               | 121 (20,82%) | 108 (21,21%) | 188 (35,94%) |
| Хрвати             | 0            | 0            | 0            |
| Југословени        | 4 (0,68%)    | 18 (3,53%)   | 5 (0,95%)    |
| остали и непознато | 2 (0,34%)    | 0            | 2 (0,38%)    |
| Укупно             | 581          | 509          | 523          |